# Arquitectura de la informació
L'Arquitectura de la informació (AI) se centra a organitzar, estructurar i etiquetar continguts de forma efectiva i sostenible. Segons Peter Morville, el principal propòsit de l'arquitectura de la informació i dels sistemes d'organització, cerca i navegació que en resulten és el d'ajudar els usuaris a trobar allò que busquen, a completar tasques a la xarxa i a entendre allò que han recuperat.
Garrett afirma que, de fet, "l'arquitectura de la informació és una nova idea, però una pràctica antiga—fins i tot podríem dir que és tan antiga com la comunicació humana. Des que les persones necessiten transmetre informació han hagut de triar com estructuren la informació per tal que la resta de persones la puguin entendre i usar."
Generalment, es tracta d'un model o concepte d'informació utilitzat i aplicat a les activitats que requereixen detalls explícits dels complexos sistemes d'informació. Aquestes activitats inclouen sistemes de biblioteques i desenvolupament de bases de dades.
Històricament, el terme “arquitecte de la informació” s'atribueix a Richard Saul Wurman, i ara hi ha una xarxa cada vegada major d'especialistes en AI actius que componen l'“Information Architecture Institute”.

## Definició
Tal com diuen Morville i Rosenfeld, una sola definició no és suficient per definir l'arquitectura de la informació, i, per tant, la definixen com:
1. La combinació de l'organització, etiquetat i els esquemes de navegació dels sistemes d'informació.
2. El disseny estructural de la informació per facilitar la realització de tasques i l'accés intuïtiu als continguts
3. L'art i la ciència d'estructurar i classificar els llocs web i intranets per ajudar les persones a trobar i gestionar la informació
4. Una disciplina emergent i una comunitat de pràctiques centrada a portar els principis del disseny i l'arquitectura a l'entorn digital

## Origen
El terme d'arquitectura de la informació s'utilitza per primera vegada en l'àmbit de la informàtica l'any 1962, en un treball de Frederik P. Brook et al. d'IBM. Però cal esperar fins al 1970, quan Xerox va reunir a un grup de científics de l'àmbit de les Ciències de la Informació (Bibliotecologia) i les Ciències naturals als quals va encarregar la creació d'una “Arquitectura de la Informació”.
El terme no va generalitzar-se fins al 1998, amb la publicació del llibre "Information Architecture for the World Wide Web" de Louis Rosenfeld i Peter Morville (Masters en bibliotecologia). Van adoptar el terme extrapolant-lo a l'àmbit del disseny de llocs web i van sistematitzar per primera vegada els principis de la disciplina.

## Arquitectura de la Informació com a procés
L'“arquitectura de la informació” és un procés interactiu, transversal, que es dona al llarg de tot el disseny del lloc web i en cadascuna de les seves fases, per a assegurar-se que els objectius de la seva producció i del desenvolupament de la interfície es compleixen de forma efectiva.
L'Arquitectura de la Informació com a disciplina no busca definir una metodologia de disseny universal sinó articular un conjunt de tècniques per a contribuir al desenvolupament i producció d'espais d'informació com els llocs web.
Amb el fi que l'assimilació de continguts per part de l'usuari siga eficient i efectiva, i perquè el lloc siga accessible i utilitzable, la Arquitectura de la Informació com a procés general s'encarrega, durant el desenvolupament, de definir: 
- L'objecte, propòsit i finalitat del sistema d'informació o lloc.
- La definició del públic objectiu i els estudis de l'audiència.
- La realització d'anàlisis competitives.
- El disseny de la interacció.
- El disseny de la navegació, esquemes d'organització i la facetació dels continguts.
- L'etiquetatge dels continguts per a accedir a la informació.
- La planificació, gestió i desenvolupament de continguts.
- La facilitat de cerca i disseny de la interfície de cerca.
- La usabilitat
- L'accessibilitat
- El feedback del resultat i dels processos de reenginyeria del lloc.

## Arquitectura de la Informació com a abstracció
L'AI no tracta de l'establiment d'un conjunt de passos o guies predefinides, sinó del disseny intel·ligent que subjau darrere d'una interfície o espai d'informació. Tracta de maximitzar les sinergies que es produeixen entre interactivitat, navegació i contingut amb l'objectiu d'aconseguir una integració sistèmica amb el cervell de l'usuari aconseguint un fenomen de persuasió, coneixement o informació simbiòtica que traspassa d'un sistema d'informació a un altre.
D'aquesta forma, les accions de buscabilitat, trobabilitat i recuperabilitat dels continguts es realitzen en un context òptim en ambdós aspectes del sistema d'informació (interfície i usuari), interaccionen iniciant-se un procés de comunicació que els enriqueix mútuament. D'una banda, la interfície compleix amb el seu objectiu i pot ser millorada i, per un altre, l'usuari troba el que cerca, ho assimila amb facilitat i ho utilitza.

## El paper de l'arquitectura de la informació
Arquitectura de la informació és un conjunt d'habilitats especialitzat que interpreta informació i expressa distincions entre signes i sistemes de signes. Més concretament, inclou la categorització de la informació en una estructura coherent, preferiblement una que el públic objectiu puga entendre ràpidament, sinó inherentment, i llavors fàcilment recuperar la informació la qual ells estan buscant. L'estructura de l'organització normalment jeràrquica, però pot tindre altres estructures, tal com concèntric o inclús caòtic. Normalment açò és requerit en activitats tals com els sistemes bibliotecaris,  sistemes de gestió de contingut, desenvolupament web, interaccions de l'usuari, desenvolupament de bases de dades, programació d'ordinadors, escriptura técnica, arquitectura empresarial i disseny de software crític de sistemes. L'arquitectura de la informació s'origina, en cert grau, en l'àrea de ciències de la documentació. Moltes escoles amb departaments en biblioteconomia i documentació ensenyen arquitectura de la informació.
En el context del disseny de sistemes d'informació, l'arquitectura de la informació es referix a l'anàlisi i disseny de les dades emmagatzemades pels sistemes d'informació, concentrant-se en entitats, els seus atributs i les relacions establertes entre si. Es referix al modelat de dades per a una base de dades individual i per als models de dades corporatius que una empresa utilitza per a coordinar la definició de dades en diverses bases de dades diferents. El “model de dades canònic” s'aplica per a la integració de tecnologies com a definició per a dades específiques passades entre els sistemes de una empresa. En un nivell major d'abstracció, també es podria referir a la definició dels magatzems de dades.
Objectius de l'arquitectura de la informació:
- Processar i dosificar l'enorme quantitat d'informació que s'ha produït a causa dels descobriments i les noves investigacions en tots els nous camps sorgits a causa de la revolució d'Internet, així com posar-la a disposició d'una manera clara, rellevant i significativa a disposició de l'usuari comú. Es tracta, entre altres coses, de fer comprensible allò abstracte d'alguna forma.
- Desenvolupar i verificar processos de producció o disseny d'informació amb el objectiu que l'usuari puga recuperar la informació d'un determinat espai de forma clara, precisa i sense ambigüitats, en qualsevol plataforma o suport; en concret, es referix a suports multimèdia e interactius, encara que, en la pràctica no hem d'ometre cap suport per pla que aquest siga i parlar d'experiències d'usuari.
- Organitzar, estructurar, sistematitzar, retolar, distribuir, dissenyar estructuralment sistemes d'informació amb la finalitat que l'usuari puga fer de la seva experiència de recuperació alguna cosa simple, agradable, eficaç i productiu.

## Autors

### Pioners
- Richard Saul Wurman
- Maria Guidice
- Peter Morville
- Lou Rosenfeld
- Nathan Shedroff

### Primera generació
- Jorge Arango
- Jesse James Garrett
- Adam Greenfield
- Peter Merholz
- Eric Reiss
- Christina Wodtke

### Segona generació
- Abby Covert
- Andrew Hinton
- Donna Spencer
- Dan Klyn
- Andrea Resmini